# Izquierda Castellana
Izquierda Castellana (IzCa) es un partido político español de izquierda de ideología castellanista.

## Historia

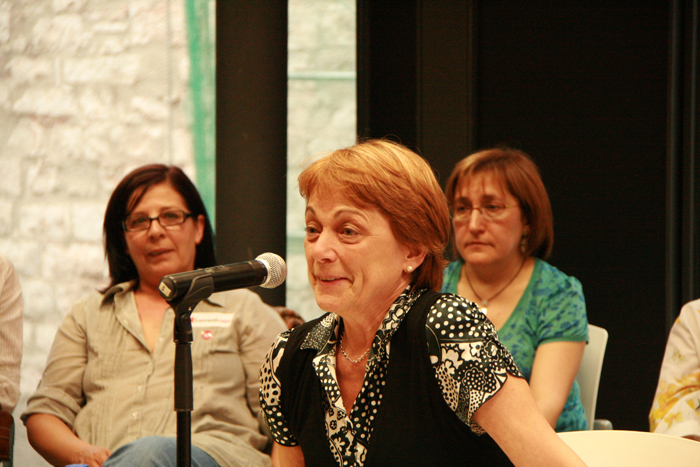
Doris Benegas fue dirigente de Izquierda Castellana hasta su muerte en 2016.

Bandera nacionalista de Castilla con una estrella roja; es usada por diversas organizaciones republicanas castellanas entre las que se encuentra IzCa.

La organización se configuró en su forma actual en 2002 a partir de la coalición de Izquierda Comunera, Unidad Popular Castellana, Juventudes Castellanas Revolucionarias, el Círculo Castellano de Toledo y el Partido Comunista del Pueblo Castellano; si bien este último finalmente se desmarcó de la organización. Los miembros defienden sin embargo el 2 de enero de 2000, antes de la unión anteriormente mencionada, como fecha de inicio para Izquierda Castellana. El nombre del partido fue en cualquier caso inscrito inicialmente en el registro de partidos políticos del Ministerio del Interior el 7 de enero de 2000.
Una de las primeras campañas de la organización consistió en la denuncia y retirada de simbología franquista en diferentes provincias españolas, acarreando diversos juicios y multas al respecto, y que tuvo su punto álgido en el ataque a la estatua ecuestre de Franco en Madrid por el que fueron detenidos cinco de sus miembros y que inició una polémica sobre su presencia en la ciudad que derivó en la retirada de la estatua en 2005.
Aun no siendo un partido con intereses electoralistas, se presentó en diversas ocasiones por motivos varios siendo sus resultados electorales: en las elecciones generales de 2000 presentó candidatura al senado y obtuvo 11.921 votos; en las elecciones autonómicas de 2003 obtuvo 5.712 votos.
En 2009 Izquierda Castellana impulsó, junto con la organización Comuner@s, la candidatura Iniciativa Internacionalista-La Solidaridad entre los Pueblos para las elecciones al Parlamento Europeo de dicho año. La número dos de la candidatura fue la dirigente de IzCa Doris Benegas. Dicha lista fue anulada por el Tribunal Supremo acusada de estar instrumentalizada por la ilegalizada Batasuna, decisión que fue revocada por el Tribunal Constitucional al entender que la decisión del Supremo vulneraba los derechos fundamentales. La candidatura obtuvo 178.121 votos.

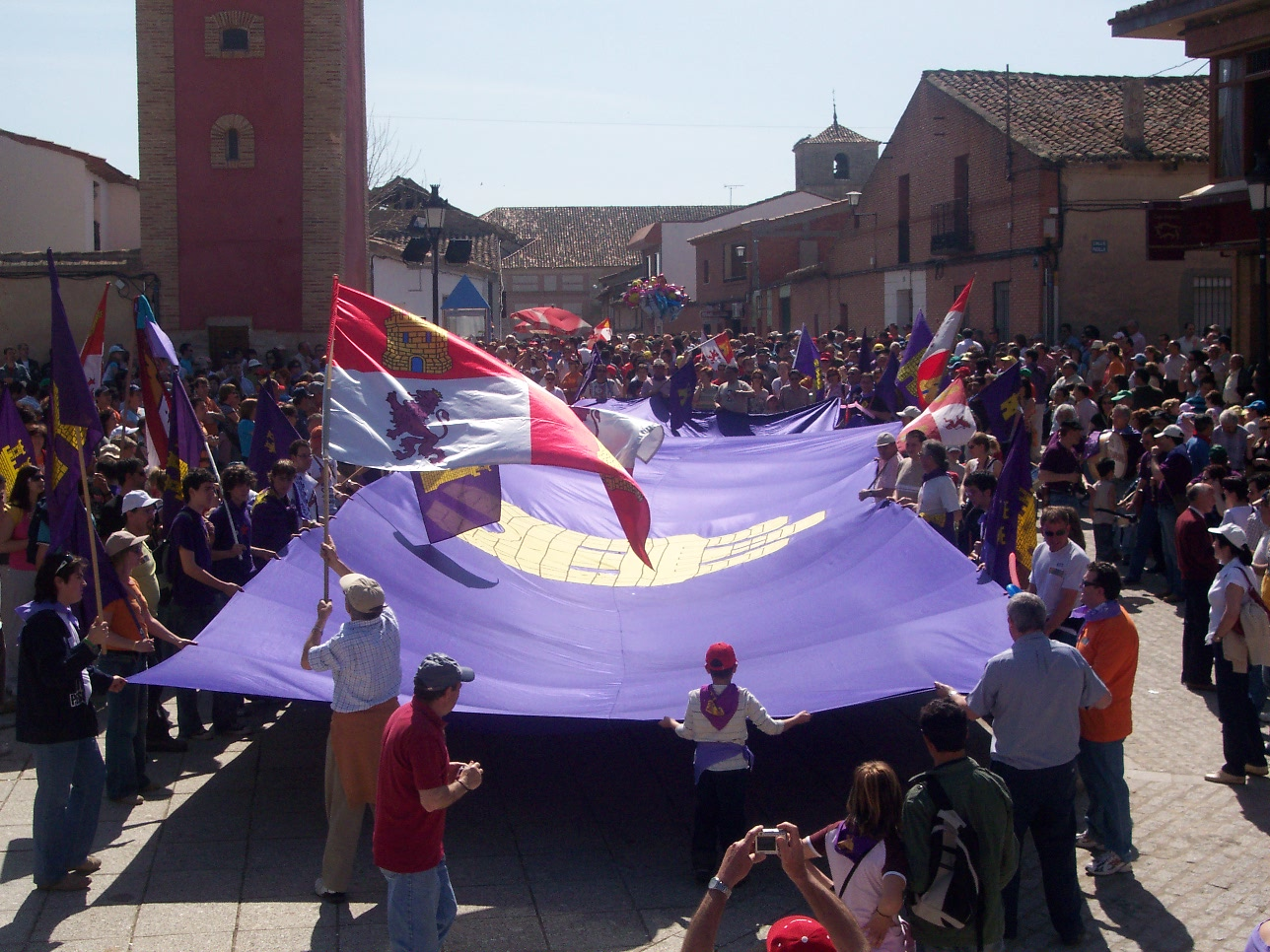
Izquierda Castellana defiende el día de Villalar como «Día Nacional de Castilla».

Izquierda Castellana fue una de las organizaciones convocantes de la manifestación Rodea el Congreso del 25 de septiembre de 2012.
Su dirigente Doris Benegas fue imputada y llamada a declarar ante la Audiencia Nacional en 2012 como organizadora de la manifestación, dado que había sido identificada en una reunión preparatoria del evento celebrada en el parque del Retiro el 16 de septiembre. Benegas calificó la medida como «un salto cualitativo en la represión de los movimientos sociales». Finalmente, en marzo de 2015 la Justicia anuló la multa impuesta por la Delegación del Gobierno de Madrid a Benegas por estos hechos.
En noviembre de 2013 algunos medios de prensa relacionaron sin pruebas a Izquierda Castellana con tres de los 22 detenidos acusados de los incidentes y disturbios el 20N en la Facultad de Derecho de la Universidad Complutense de Madrid que dieron lugar a la agresión a cinco estudiantes.
En las elecciones municipales de 2015 en Valladolid, el partido decidió colaborar con la candidatura Valladolid Toma la Palabra (TLP), la cual obtuvo 22 259 votos (13,39 %) consiguiendo ser la tercera fuerza política en la ciudad.  
Para las elecciones generales de 2015 Izquierda Castellana participó por primera vez en unas elecciones generales a través de la candidatura de Unidad Popular, junto con Izquierda Unida (IU), la Chunta Aragonesista (CHA) y otras organizaciones de izquierda de todo el Estado. La coalición obtuvo 923 133 votos y dos diputados.
Para las elecciones generales de 2016 decidió participar en la coalición Unidos Podemos, junto con Podemos, Izquierda Unida, Equo y otros partidos. Sin embargo, IzCa ha sido muy crítica con Podemos e incluso presentó una reclamación ante la Junta Electoral porque consideraba que Doris Benegas fue vetada en la elaboración de las listas.
En las elecciones municipales de 2023 solo se presentó en los municipios donde en las anteriores municipales obtuvo representación y en todos los municipios donde tenían opciones reales de obtener representación.[cita requerida] En las elecciones autonómicas de 2023 no se presentó y pidió el voto oficialmente para Unidas Podemos, Más Madrid, Convocatoria por Asturias, Unidas por Extremadura, Sumar o equivalente según región.[cita requerida]
En las elecciones generales de España de 2023 no se presentó y pidió la abstención.

## Ideología

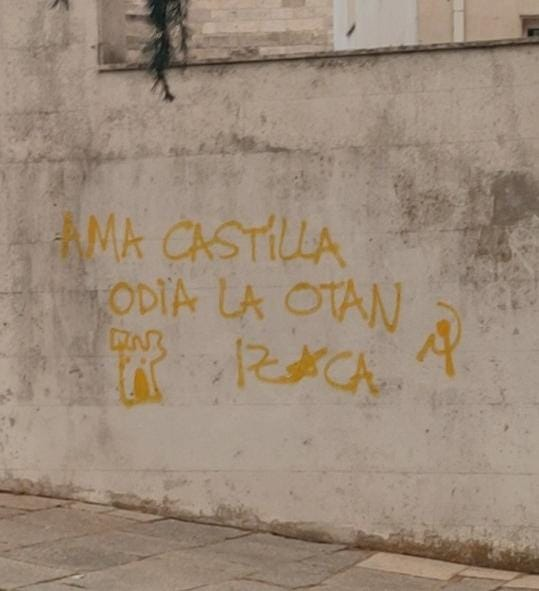
Grafiti de Izquierda Castellana contra la OTAN en Burgos.

IzCa defiende la soberanía del territorio representado por las 17 provincias con miembros del Partido Federal firmantes del Pacto de Valladolid en 1869.

Persiguen una «Castilla unida», acabando con la división actual de este concepto en cinco comunidades autónomas (Castilla y León, Castilla-La Mancha, la Comunidad de Madrid, La Rioja y Cantabria); es decir, la unión política de las siguientes provincias: Albacete, Ávila, Burgos, Cantabria (entonces provincia de Santander), Ciudad Real, Cuenca, Guadalajara, León, Madrid, Palencia, La Rioja (entonces provincia de Logroño), Salamanca, Segovia, Soria, Toledo, Valladolid y Zamora. Reivindican el 23 de abril, también conocido como día de Villalar (fiesta de la comunidad autónoma de Castilla y León), como «Día Nacional de Castilla». IzCa se define como «socialista», «republicana» e «internacionalista», y apoya a diversos «movimientos de liberación nacional» tales como el vasco o el irlandés. Juan José Sánchez Badiola los describió en 2005 como un movimiento «pancastellanista de extrema izquierda» cercano a HB.
IzCa forma parte del llamado Movimiento Popular Castellano (MPC), al que pertenecen también la organización feminista Mujeres Castellanas y la organización juvenil Yesca.

## Vínculos con la izquierda abertzale
En 2005 la organización realizó un homenaje a los últimos militantes de ETA ejecutados durante el franquismo. Doris Benegas definió en una declaración en 2007 ante la Audiencia Nacional como «de igual a igual» el vínculo entre Herri Batasuna e Izquierda Castellana. Algunos medios como el diario ABC destacaron en 2014 las supuestas conexiones y simpatías de la organización con la izquierda abertzale, llegando a considerar, según fuentes consultadas por el mismo periódico, que «Izquierda Castellana es la cobertura política del mundo abertzale en Madrid».
En abril de 2008 el sindicato Manos Limpias solicitó la ilegalización del partido debido a su supuesto papel como uno de los «brazos legales» de Batasuna fuera del País Vasco. La denuncia, que fue admitida a trámite por la Audiencia Provincial de Valladolid, fue sin embargo archivada por la Audiencia Nacional en junio de ese mismo año.
Las relaciones de Izquierda Castellana con la izquierda abertzale se vieron debilitadas a partir de las elecciones europeas de 2014, tras abandonar las conversaciones para formar parte de la candidatura Los Pueblos Deciden al entender que ninguna candidatura ofrecía «utilidad alguna para el movimiento popular de nuestra tierra». Eso no ha impedido, sin embargo, que se hayan mantenido otras tomas de contacto como la firma en 2015 del manifiesto Los pueblos tienen la palabra junto a Euskal Herria Bildu y otras formaciones independentistas como Esquerra Republicana de Catalunya (ERC), las CUP, Puyalón, Andecha Astur o incluso formaciones no abiertamente independentistas como Més per Mallorca.